# De verbouwing (roman)
De verbouwing is een roman van Saskia Noort uit 2009.

## Verhaal
De veertigjarige plastisch chirurg Mathilde van Asselt-Fortuin viert aan het begin van het boek de opening van haar eigen kliniek Duinhoeve. Ze is 16 jaar eerder getrouwd met haar artsbegeleider Rogier, die 14 jaar ouder is. Laatstgenoemde kampt niet alleen met een burn-out als psychiater, maar hij is ook al jaren tevergeefs bezig hun gezamenlijk woonhuis te renoveren. Zoon Thom van 16 woont met zijn Xbox in het vrijstaand tuinhuis. Beide echtelieden kunnen niet met geld om gaan. Zowel de verbouwing van het woonhuis als de privékliniek hebben hun financiële vermogens uitgeput.
Op de avond van het openingsfeest duikt Johan Delver op. Hij heeft met Mathilde 23 jaar eerder op hetzelfde gymnasium gezeten en wil opnieuw contact leggen. Mathilde geeft hem uiteindelijk 40% van haar aandelen en ze wordt 1 miljoen euro rijker. Haar financiële zorgen zijn voorbij. Thuis wordt de verbouwing vlot getrokken door een Poolse weduwe, Marzena Meijer-Swietlicki. Deze dame runt een uitstekende ploeg Poolse bouwvakkers, die in een maand tijd de verbouwing succesvol afronden. Achter de schermen wordt ze aangestuurd door Johan Delver.
In de tussentijd heeft Marzena zich over Rogier ontfermd, nadat Mathilde de plaats van de verbouwing had verlaten en in haar eigen kliniek logeert. De zakenpartner van Johan, Eugene Krijgsman (Eus), neemt intussen de kliniek in feite over. Zowel Thom als de dochter van Marzena, Cindy, worden door Johan&Eus met de dood bedreigd. Mathilde wordt zo onder druk gezet om organen uit haar door Eus aangeboden cosmetische patiënten te roven. Ze lijkt na fel verzet in te stemmen.
Maar Mathilde en Marzena laten Johan en Eugene met hun lijfwacht liquideren door hun Poolse bouwvakkers op het terrein van de kliniek. Thom is echter genoodzaakt de gewonde Johan de laatste kogel te geven. De politie houdt het naar waarheid op een criminele afrekening. Mathilde is vrij van schulden, herenigd met zoon Thom en verlost van haar mislukte huwelijk. Marzena neemt Rogier liefdevol van haar over. Mathilde regelt ook nog eens een legale levertransplantatie voor Cindy.

## Thema’s
Moederliefde, (cosmetische) verbouwingen, witwassen, Poolse arbeiders, orgaantransplantatie, drugs, alcohol, plastische chirurgie.

## Film
In september 2012 ging de verfilming van De verbouwing in première. De hoofdrol was weggelegd voor Gooische Vrouwen-actrice Tjitske Reidinga.

## Voetnoot
1. ↑  Mathilde vertelt het merendeel van de hoofdstukken, af en toe zit er een kort hoofdstuk van Thom tussen.
2. ↑  50% officieel via de notaris, 50% onder tafel.
3. ↑  “Wie betaalt, bepaalt”
4. ↑  Pagina 7 luidt: "Voor mijn kinderen, mijn grootste trots